# Volley-ball assis aux Jeux paralympiques d'été de 2012
Navigation
Pékin 2008 Rio de Janeiro 2016
Les compétitions de volley-ball assis des Jeux paralympiques d'été de 2012 organisés à Londres, se sont déroulées au Centre ExCeL de Londres du 30 août 2012 au 8 septembre 2012.

## Tournoi masculin

### Premier tour
| Groupe A        | Groupe B           |
| --------------- | ------------------ |
| Allemagne       | Iran               |
| Russie          | Bosnie-Herzégovine |
| Égypte          | Brésil             |
| Grande-Bretagne | Chine              |
| Maroc           | Rwanda             |

### Phase finale
|  | Quarts de finale   | Quarts de finale   |                    |             | Demi-finales           | Demi-finales           |   |  | Finale      | Finale      |
|  | Quarts de finale   | Quarts de finale   |                    |             | Demi-finales           | Demi-finales           |   |  | Finale      | Finale      |
|  |                    |                    |                    |             |                        |                        |   |  |             |             |
|  | 5 septembre        | 5 septembre        |                    |             | 6 septembre            | 6 septembre            |   |  | 8 septembre | 8 septembre |
|  | 5 septembre        | 5 septembre        |                    |             | 6 septembre            | 6 septembre            |   |  | 8 septembre | 8 septembre |
|  | Allemagne          | 3                  |                    |             | 6 septembre            | 6 septembre            |   |  | 8 septembre | 8 septembre |
|  | Allemagne          | 3                  |                    |             | 6 septembre            | 6 septembre            |   |  | 8 septembre | 8 septembre |
|  | Chine              | 2                  |                    |             | 6 septembre            | 6 septembre            |   |  | 8 septembre | 8 septembre |
|  | Chine              | 2                  | Allemagne          | 0           |                        |                        |   |  | 8 septembre | 8 septembre |
|  | 5 septembre        |                    | Allemagne          | 0           |                        |                        |   |  | 8 septembre | 8 septembre |
|  |                    | Bosnie-Herzégovine | 3                  |             |                        |                        |   |  | 8 septembre | 8 septembre |
|  | Égypte             | Bosnie-Herzégovine | 3                  | 0           |                        |                        |   |  | 8 septembre | 8 septembre |
|  | Égypte             |                    |                    | 0           |                        |                        |   |  | 8 septembre | 8 septembre |
|  | Bosnie-Herzégovine | 3                  |                    |             |                        |                        |   |  | 8 septembre | 8 septembre |
|  | Bosnie-Herzégovine | 3                  | Bosnie-Herzégovine | 3           |                        |                        |   |  |             |             |
|  | 5 septembre        |                    | Bosnie-Herzégovine | 3           |                        |                        |   |  |             |             |
|  |                    | Iran               | 1                  |             |                        |                        |   |  |             |             |
|  | Russie             | Iran               | 1                  | 3           |                        |                        |   |  |             |             |
|  | Russie             | 6 septembre        |                    | 3           |                        |                        |   |  |             |             |
|  | Brésil             | 2                  |                    |             |                        |                        |   |  |             |             |
|  | Brésil             | 2                  | Russie             | 0           |                        |                        |   |  |             |             |
|  | 5 septembre        | 5 septembre        | Russie             | 0           | Match pour la 3e place | Match pour la 3e place |   |  |             |             |
|  | 5 septembre        | 5 septembre        |                    | Iran        | Match pour la 3e place | Match pour la 3e place | 3 |  |             |             |
|  | Grande-Bretagne    | 0                  | 8 septembre        | 8 septembre |                        |                        | 3 |  |             |             |
|  | Grande-Bretagne    | 0                  | 8 septembre        | 8 septembre |                        |                        |   |  |             |             |
|  | Iran               | 3                  |                    | Allemagne   | 3                      |                        |   |  |             |             |
|  | Iran               | 3                  |                    | Allemagne   | 3                      |                        |   |  |             |             |
|  |                    |                    |                    |             |                        |                        |   |  | Russie      | 2           |
|  |                    |                    |                    |             |                        |                        |   |  | Russie      | 2           |

## Tournoi féminin

### Premier tour
| Groupe A        | Groupe B   |
| --------------- | ---------- |
| Ukraine         | Chine      |
| Pays-Bas        | États-Unis |
| Japon           | Brésil     |
| Grande-Bretagne | Slovénie   |

### Phase finale
|  | Demi-finales | Demi-finales |                        |   | Finale      | Finale      |
|  | Demi-finales | Demi-finales |                        |   | Finale      | Finale      |
|  |              |              |                        |   |             |             |
|  | 5 septembre  | 5 septembre  |                        |   | 7 septembre | 7 septembre |
|  | 5 septembre  | 5 septembre  |                        |   | 7 septembre | 7 septembre |
|  | Ukraine      | 0            |                        |   | 7 septembre | 7 septembre |
|  | Ukraine      | 0            |                        |   | 7 septembre | 7 septembre |
|  | États-Unis   | 3            |                        |   | 7 septembre | 7 septembre |
|  | États-Unis   | 3            | États-Unis             | 1 |             |             |
|  | 5 septembre  |              | États-Unis             | 1 |             |             |
|  |              | Chine        | 3                      |   |             |             |
|  | Pays-Bas     | Chine        | 3                      | 2 |             |             |
|  | Pays-Bas     |              |                        | 2 |             |             |
|  | Chine        | 3            |                        |   |             |             |
|  | Chine        | 3            | Match pour la 3e place |   |             |             |
|  |              |              |                        |   |             |             |
|  | 7 septembre  |              |                        |   |             |             |
|  |              |              |                        |   |             |             |
|  | Ukraine      | 3            |                        |   |             |             |
|  | Ukraine      | 3            |                        |   |             |             |
|  | Pays-Bas     | 0            |                        |   |             |             |
|  | Pays-Bas     | 0            |                        |   |             |             |

## Résultats

### Podiums
| Épreuves         | Or | Argent | Bronze |
| ---------------- | --- | --- | --- |
| Tournoi masculin | Bosnie-Herzégovine Ismet Godinjak Adnan Manko Adnan Kešmer Asim Medic Mirzet Duran Nizam Cancar Dževad Hamzic Benis Kadric Safet Alibasic Sabahudin Delalic Ermin Jusufovic | Iran Majid Lashgarisanami Reza Peidayesh Davood Alipourian Ahmad Eiri Naser Hassanpour Alinazari Sadegh Bigdeli Jalil Eimery Seyedsaeid Ebrahimibaladezaei Isa Zirahi Ramezan Salehi Hajikolaei Mohammad Khaleghi | Allemagne Alexander Schiffler Thomas Renger Stefan Haehnlein Sebastian Czpakowski Heiko Wiesenthal Peter Schlorf Jürgen Schrapp Christoph Herzog Barbaros Sayilir Torben Schiewe |
| Tournoi féminin  | Chine Tang Xue Mei Lu Hong Qin Tan Yanhua Su Li Mei Zheng Xiong Ying Wang Yanan Li Liping Zhang Xu Fei Yang Yan Ling Zhang Lijun Sheng Yu Hong                              | États-Unis Lora Webster Brenda Maymon Michelle Gerlosky Kathryn Holloway Heather Erickson Monique Burkland Kari Miller Allison Aldrich Nichole Millage Kaleo Kanahele Kendra Lancaster                            | Ukraine Margaryta Pryvalykhina Anzhelika Churkina Larysa Sinchuk Galyna Kuznetsova Olena Manankova Ilona Yudina Larysa Klochkova Olga Shatylo Larysa Ponomarenko Valentyna Brik  |

### Tableau des médailles
| Rang  | Nation             | Or | Argent | Bronze | Total |
| ----- | ------------------ | -- | ------ | ------ | ----- |
| 1     | Bosnie-Herzégovine | 1  | 0      | 0      | 1     |
| 1     | Chine              | 1  | 0      | 0      | 1     |
| 3     | Iran               | 0  | 1      | 0      | 1     |
| 3     | États-Unis         | 0  | 1      | 0      | 1     |
| 5     | Allemagne          | 0  | 0      | 1      | 1     |
| 5     | Ukraine            | 0  | 0      | 1      | 1     |
| Total | Total              | 2  | 2      | 2      | 6     |